# Jožefa
Jožefa je žensko osebno ime.

## Izvor imena
Ime Jožefa je ženska oblika imena Jožef.

## Različice imena
Fina, Fini, Finika, Josefa, Josefina, Josefine, Josipa, Josipina, Josipi, Jozefa, Jozefina, Joža, Jožefina, Joži, Jožica, Jožika, Jožka, Pepa, Pepca, Pepica, Pepka, Pina, Zefina.

## Tujejezikovne različice imena
- pri Angležih, Nizozemcih, Nemcih: Josephine
- pri Dancih: Josefine
- pri Italijanih: Giuseppina
- pri Hrvatih: Josipa
- pri Slovakih, Poljakih: Jozefina
- pri Švedih: Josefina

## Pogostost imena
Po podatkih Statističnega urada Republike Slovenije je bilo na dan 31. decembra 2007 v Sloveniji število ženskih oseb z imenom Jožefa: 11.361. Med vsemi ženskimi imeni pa je ime Jožefa po pogostosti uporabe uvrščeno na 6. mesto.

## Osebni praznik
V koledarju je ime Jožefa uvrščeno k imenu Jožef.